# Werbeń
Werbeń (ukr. Вербень) – wieś na Ukrainie w rejonie demidowskim obwodu rówieńskiego.